# Sarcoglottis depinctrix
Sarcoglottis depinctrix är en orkidéart som beskrevs av Eric Alston Christenson och Antonio Luiz Vieira Toscano. Sarcoglottis depinctrix ingår i släktet Sarcoglottis och familjen orkidéer. Inga underarter finns listade i Catalogue of Life.